# Список керівників держав 590 року
Список керівників держав 590 року — це перелік правителів країн світу 590 року
Список керівників держав 589 року — 590 рік — Список керівників держав 591 року — Список керівників держав за роками

## Європа
- Аварський каганат — каган Баян I (562–602)
- Арморика — король Алан I (584–594)
- Баварія — герцог Гарібальд I (548/555—593/595)
- Британські острови:
  - Берніція — король Гусса (585—593)
  - Бріхейніог — король Ідваллон ап Лліварх (580—620)
  - Вессекс — король Кевлін (560—591)
  - Гвінед — король Белі ап Рін (бл. 580 — бл. 599)
  - Дал Ріада — король Айдан Віроломний (574—608)
  - Дейра  — король Етельрік (588—604)
  - Дівед — король Петрок (570—595)
  - Думнонія — король Геррен ап Костянтин (560—598)
  - Дунотинг — король Дінод Товстий (525—595)
  - Елмет — король Кередіг ап Гваллог (586—616)
  - Ессекс — король Следда  I (587—604)
  - Каер Гвенддолеу — король Араун ап Кінварх (573 — бл. 630)
  - Кент — король Ерменрік (534/540—564/591)
  - Мерсія — король Креода (568—593)
  - Південний Регед — король Двіуг ап Лліварх (586—593)
  - Північний Регед — король Оуен ап Урієн (586—593/595)
  - Королівство Пік — король Сауїл Зарозумілий (525—590), державу захопила Берніція.
  - плем'я піктів — король Гартнарт II (584—599)
  - Королівство Повіс — король Кінан Гаруін (бл. 560 — бл. 610)
  - Стратклайд(Альт Клуіт) — король Рідерх Щедрий (580—613)
  - Східна Англія — король Тітіла (578—593)
- Бро Варох — король Варох II (577—594)
- Вестготське королівство — король Реккаред I (586—601)
- Візантійська імперія — імператор Маврикій (582—602)
  - Равеннський екзархат — екзарх Роман (589—598)
- Ірландія — верховний король Аед мак Айнмере (586—598)
  - Айлех — король Колман Рімід мак Баетан (580—604)
  - Коннахт — король Уату (577—601/602)
  - Ленстер — король Аед Дібіне (580—595)
  - Манстер — король Федлімід мак Тігернах (586—590), його змінив король Амалгайд мак Енда (590—600)
  - Улад — король Фіахне мак Баетан (588—626)
- Королівство лангобардів — король Автарій (584—590), його змінив двоюродний брат Агілульф (590—615/616)
  - Герцогство Беневентське— герцог Зотто (571—591)
  - Герцогство Сполетське — герцог Фароальд I Сполетський (570—592)
  - Герцогство Фріульське — герцог Гізульф I (568—590), його змінив герцог Гізульф II (590—610)
- Святий Престол — папа римський Пелагій II (579—590), його змінив папа Григорій I (590—604)
- Франкське королівство:
  - Австразія —
    - король Хільдеберт II (575—595/596)
    - мажордом Ванделен (581—600)

  - Бургундія — король Гунтрамн (561—592)
  - Нейстрія — король Хлотар II (584—629)
- Швеція — король Йостен (бл. 575 — бл. 600)

## Азія
- Абазгія — князь Фініктіос (бл. 580 — бл. 610)
- Аль-Хіра (Династія Лахмідів) — цар Аль-Ну'ман III ібн аль-Мундір (580–602)
- Вансуан — імператор Лі Нам Де II (571–602)
- Диньяваді (династія Сур'я) — раджа Сур'я Пабба (575–600)
- Джабія (династія Гассанідів) — цар Аль Ну'ман VII ібн аль-Харіт (583 — ?)
- Індія:
  - Вішнукундина — цар Янссрайя Мадхав Варма IV (573–621)
  - Західні Ганги — магараджа Мушкара (579—604)
  - Камарупа — цар Стхітаварман (566—590), його змінив цар Сустхітаварман (590—595)
  - Маітрака — магараджа Дхарасена II (бл. 570 — бл. 595)
  - Династія Паллавів  — махараджа Махендраварман I (571—630)
  - Держава Пандья — раджа Кандугон (560—590), його змінив раджа Мараварман Авані Куламані (590—620)
  - Раджарата — раджа Аггабодхі I (564—598)
  - Чалук'я — араджа Кіртіварман I Чалук'я (566—597)
- Картлі — ерісмтавар Гурам I (588—590), його змінив ерісмтавар Стефаноз I (590—627)
- Кахетія — князь Адарнасе I (580—637)
- Китай:
  - Династія Суй — імператор Ян Цзянь (Вень-ді) (581—604)
  - Тогон — Муюн Куалюй (540—591)
- Корея:
  - Когурьо — тхеван (король) Пхьонвон (559—590), його змінив тхеван Йонянхо (590—618)
  - Пекче — король Відок (554—598)
  - Сілла — ван Чінпхьон (579—632)
- Паган — король Хтун Пійт (582—598)
- Персія:
  - Держава Сасанідів — шахіншах Ормізд IV (579—590), його змінив шахіншах Бахрам VI (590—591)
- Тарума (острів Ява) — цар Кертаварман (561—628)
- Тюркський каганат — каган Юн-Улуг (588—599)
- Хим'яр — цар Масрук (587—599)
- Чампа — князь Самбуварман (572—629)
- Ченла — раджа Бхававарман I (580—598)
- Японія — імператор Сусюн (587—592)

## Африка
- Аксумське царство — негус Хатаз (575–590), його змінив негус Ісраель (бл. 590 — бл. 600)

## Північна Америка
- Цивілізація Майя:
  - Канульське царство — цар Ук'ай Кан (579–611)
  - Копан — цар К'ак'-Ті-Чан (578–628)
  - місто Паленке — цариця Іш Йо'ль Ік'наль (583–604)